# Чемпионат мира по фигурному катанию 1904
Чемпионат мира по фигурному катанию 1904 года был проведён Международным союзом конькобежцев (ИСУ) в Берлине. На тот момент в официальных соревнованиях фигурное катание представляли только мужчины.
Во внеконкурсных соревнованиях спортивных пар взяли участие две пары. Победили Медж Сайерс / Эдгар Сайерс из Великобритании, второй была пара из Австрии Криста фон Сабо / Георг Эйлер.

## Результаты
| Место | Имя            | Страна   | Сумма мест |
| ----- | -------------- | -------- | ---------- |
| 1     | Ульрих Сальхов | Швеция   | 5          |
| 2     | Генрих Бургер  | Германия | 12         |
| 3     | Мартин Гордан  | Германия | 13         |

## Судейская бригада
- Kustermann  Германская империя
- K. Ebhardt  Германская империя
- K. Dorasil  Германская империя
- M. Rendschmidt  Германская империя
- C. Gützlaff  Германская империя